# یحیی سنوار
یحیی إبراهیم حسن السِنوار (۲۹ اکتبر ۱۹۶۲ – ۱۶ اکتبر ۲۰۲۴) که با کنیهٔ ابو ابراهیم شناخته می‌شد، سیاستمدار و شبه‌نظامی فلسطینی بود که از اوت ۲۰۲۴، ریاست دفتر سیاسی حماس و از فوریهٔ ۲۰۱۷، ریاست حکومت حماس در نوار غزه را تا زمان مرگش در ۲۰۲۴ بر عهده داشت و در هر دو منصب جانشین اسماعیل هنیه بود.
سنوار متولد اردوگاه پناهندگان خان یونس در غزه تحت حاکمیت مصر بود. او در خانواده‌ای به‌دنیا آمد که در جریان جنگ ۱۹۴۸ فلسطین از اشکلون اخراج شده یا فرار کرده بودند. او تحصیلات خود را در دانشگاه اسلامی غزه به پایان رساند و در آنجا مدرک کارشناسی مطالعات عربی گرفت. به گفته چهار روزنامه‌نگار و سه مقام حماس، فهم سنوار از سختی‌ها و واقعیت‌های بی‌رحمانه زندگی روزمره در غزه، باعث شده بود که او از سوی مردم غزه به خوبی پذیرفته شود و مردم با او احساس راحتی کنند. سنوار به دلیل سازماندهی عملیات ربودن و کشتن دو سرباز اسرائیلی و چهار فلسطینی (که عقیده داشت هم‌دست دشمن بودند) در سال ۱۹۸۹ توسط اسرائیل به چهار مرتبه حبس ابد محکوم شد که ۲۲ سال در زندان بود. او در سال ۲۰۱۱ میان ۱٬۰۲۷ نفری بود که در چهارچوب توافقنامه مبادله اسراء در ازای سرباز اسرائیلی گیلعاد شلیط آزاد شدند. او در طول مدتی که در زندان بود، توسط پزشکان اسرائیلی که تومور مغزی او را برداشتند، از خطر مرگ نجات یافت. سنوار از یادگیری زبان عبری و خواندن روزنامه‌های اسرائیلی در دوران زندان خود، برای «تکامل هنر جنگ روانی» جهت درک بهتر فضای فکری دشمنانش استفاده کرد. کارشناسان می‌گویند به همین خاطر بود که توانست اسرائیل را فریب دهد و در ۷ اکتبر ضربه‌ای سخت به آن‌ها وارد کند. سنوار یکی از بنیان‌گذاران سرویس امنیتی حماس، با نام «مجد» بود که با پرونده‌های امنیت داخلی سر و کار دارد.
در سال ۲۰۱۷، سنوار به عنوان رهبر حماس در غزه انتخاب شد و مدعی شد که سال بعد «مقاومت مسالمت‌آمیز و مردمی» را دنبال می‌کند و از اعتراضات ۲۰۱۹–۲۰۱۸ مرز غزه پشتیبانی کرد. او همچنین روابط نزدیکی با نظام جمهوری اسلامی ایران برقرار کرد. سنوار که در سال ۲۰۲۱ مجدداً به عنوان رهبر حماس انتخاب شد، از یک سوء قصد توسط اسرائیل در همان سال جان سالم به در برد. او به‌طور گسترده به‌عنوان مغز متفکر حمله ۷ اکتبر حماس به اسرائیل در سال ۲۰۲۳ شناخته می‌شود. این گروه به مدت دو سال برای حمله برنامه‌ریزی کرده بود، و سنوار در پی دخیل کردن حزب‌الله و ایران بود، در حالی که برای حفظ عامل غافلگیرکننده از رویارویی‌ها اجتناب می‌کرد.
در سپتامبر ۲۰۱۵، سنوار از سوی دولت ایالات متحده به عنوان تروریست معرفی شد. حماس و گردان‌های عزالدین قسام از سوی ایالات متحده، اتحادیه اروپا و سایر کشورها به عنوان سازمان‌های تروریستی شناخته شده‌اند. در مه ۲۰۲۴، کریم احمد خان، دادستان دادگاه کیفری بین‌المللی، اعلام کرد قصد دارد درخواست حکم بازداشت سنوار را بابت جنایت جنگی و جنایت علیه بشریت، به عنوان بخشی از تحقیقات دیوان کیفری بین‌المللی در فلسطین صادر کند. در سپتامبر ۲۰۲۴، وزارت دادگستری ایالات متحده آمریکا علیه سنوار به دلیل نقشش در حملات ۷ اکتبر اعلام جرم کرد. در ۱۷ اکتبر ۲۰۲۴، نیروهای دفاعی اسرائیل از طریق تجزیه و تحلیل دی‌ان‌ای تأیید کردند که سنوار یک روز قبل در جریان درگیری با ارتش اسرائیل در غزه کشته شده است. پیش از اعلام رسمی توسط دولت اسرائیل فاش شده بود که هویت او را از طریق دندان‌هایش (سابقه داندانپزشکی‌اش در دوران حبس)  شناسایی کرده بودند.

## زندگی
یحیی سنوار در اردوگاه پناهندگان خان یونس در جنوب نوار غزه زاده شد. والدین او اهل اشکلون بودند. اما با آواره شدن فلسطینیان در پی جنگ ۱۹۴۸ اعراب و اسرائیل موسوم به «النکبة (نکبت)» مجبور به مهاجرت شدند. سنوار در خان یونس به مدرسه رفت و پس از آن، از دانشگاه اسلامی غزه در رشته زبان عربی مدرک کارشناسی گرفت.
سنوار علاوه بر زبان عربی مادری خود به زبان عبری نیز صحبت می‌کرد. او در طول دوران زندانی شدنش در اسرائیل این زبان را همراه با درک عمیق فرهنگ اسرائیل آموخت. او همچنین حافظ قرآن بود.

### ورود به حماس
اسرائیل نخستین بار سنوار را سال ۱۹۸۲ و در سن ۱۹ سالگی به دلیل فعالیت‌های اسلامی دستگیر کرد. پس از آن او را بار دیگر در سال ۱۹۸۵ بازداشت کرد. سنوار در همان دوره اعتماد احمد یاسین، بنیان‌گذارِ حماس، را جلب کرد. این ارتباط با رهبر معنوی حماس تأثیر زیادی بر پذیرش سنوار در داخل جنبش داشت.
دو سال بعد از تأسیس حماس در سال ۱۹۸۷، سنوار سازمان امنیت داخلی حماس به نام «المجد» را تشکیل داد و در آن زمان تنها ۲۵ سال داشت. نام المجد به خاطر مجازات کسانی که متهم به جرایم اخلاقی بودند بر سر زبان‌ها افتاد و همین‌طور تعقیب و کشتن کسانی که مظنون به همکاری با اسرائیل بودند. ایهود یاری می‌گوید سنوار مسئول «قتل بی‌رحمانه» افراد زیادی است که مظنون به همکاری با اسرائیل بودند: «بعضی را با دستان خودش کشته بود و به این کارش افتخار می‌کرد، و با من و دیگران دربارهٔ آن صحبت می‌کرد.» به گفته مقام‌های اسرائیلی او بعدها اعتراف کرده که چگونه یکی از افراد مظنون به خبرچینی را مجازات کرده است: برادر مظنون را مجبور کرده که او را زنده به گور کند، و در پایان کار به جای بیل از قاشق برای خاک ریختن روی او استفاده کند.

### بازداشت در سال ۱۹۸۸
سنوار در سال ۱۹۸۸ هنگامی‌که که سنوار قصد ربودن و کشتن دو سرباز اسرائیلی را داشت توسط نیروهای امنیتی اسرائیل، دستگیر و در دادگاه به اتهام کشتن ۱۲ فلسطینی در اسرائیل محاکمه و به چهار بار حبس ابد محکوم شد. سنوار بین سال‌های ۱۹۸۸ تا ۲۰۱۱ (بیش از ۲۲ سال) در اسرائیل زندانی بود. سنوار در زندان زبان عبری یادگرفت. گذراندن زمان در زندان، باعث افراطی‌تر و خشن‌تر شدن او شد. او قدرت و نفوذ خود را در زندان با بی‌رحمی و توسل به زور حفظ کرد. سنوار از طرف زندانیان با مسئولان زندان صحبت و نظم و انضباط را در میان زندانیان حاکم می‌کرد.
سنوار، که به خاطر تدبیرش در میان همبندانش مورد احترام بود، چندین بار فرار کرد، از جمله اقدامات او برای فرار، حفر سوراخی در کف سلولش برای ایجاد تونل در زیر زندان بود. او با رهبران حماس در خارج همکاری می‌کرد و تلفن‌های همراه را به داخل زندان وارد می‌کرد و از بازدیدکنندگان برای انتقال پیام‌ها استفاده می‌نمود. در بازرسی از سلول او، رمانی دست‌نویس از وی کشف شد که آن را در سال ۲۰۰۴ به پایان رسانده بود. این کتاب با عنوان خار و میخک، آینه زندگی او و مقاومت فلسطین بود. داستان حول محور احمد، پسری مؤمن در غزه بود. حداقل یک نسخه از این کتاب به صورت مخفیانه از زندان خارج شد و بعداً منتشر گردید.
در دوران زندان، سنوار پنج کتاب را از زبان‌های انگلیسی و عبری به عربی ترجمه کرد. خبر آنلاین سنوار را در صدر «پرکارترین زندانیان نویسنده تاریخ» دانست.

### آزادی و ازدواج
سنوار نهایتاً در جریان مبادله تعداد زیادی از زندانیان حماس و جنبش فتح با گیلعاد شلیط در سال ۲۰۱۱ از زندان آزاد شد. بسیاری در دستگاه‌های امنیتی و دفاعی اسرائیل بر این باورند که آزاد کردن سنوار در جریان تبادل زندانیان اشتباهی مرگبار بود. خود او نیز تأکید کرد که از این پس، گروگان‌گیری در قبال آزاد کردن اسیران فلسطینی یکی از راه‌کارهای او برای مبارزه در راستای آزادی فلسطین است.
در ۲۱ نوامبر ۲۰۱۱، سنوار با سمر محمد ابوزمر، که ۱۸ سال از او کوچکتر بود، ازدواج کرد. سنوار از این زوج سه فرزند داشت. همسر سنوار مدرک کارشناسی ارشد الهیات را از دانشگاه اسلامی غزه دریافت کرد.

### فعالیت در نیروهای حماس
سنوار پس از آزادی به غزه برگشت و به دلیل عضویت و نقش در بنیان‌گذاری، حماس و سال‌های زیاد زندان، خیلی زود به عنوان یک رهبر پذیرفته شد. در غزه، مردم از او می‌ترسیدند. سنوار بلافاصله با گردان‌های عزالدین قسام (شاخه نظامی حماس) و مروان عیسی یکی از فرماندهان اصلی آن گردان، پیوند برقرار کرد. او را حلقه اصلی ارتباطی میان شاخه سیاسی و گردان‌های عزالدین قسام می‌دانند. سنوار به نظام جمهوری اسلامی ایران بسیار نزدیک بود. او در یکی از ملاقات‌های مقامات حماس از جمله اسماعیل هنیه در سال ۲۰۱۲، در دیدار با رهبر جمهوری اسلامی ایران حضور داشت.

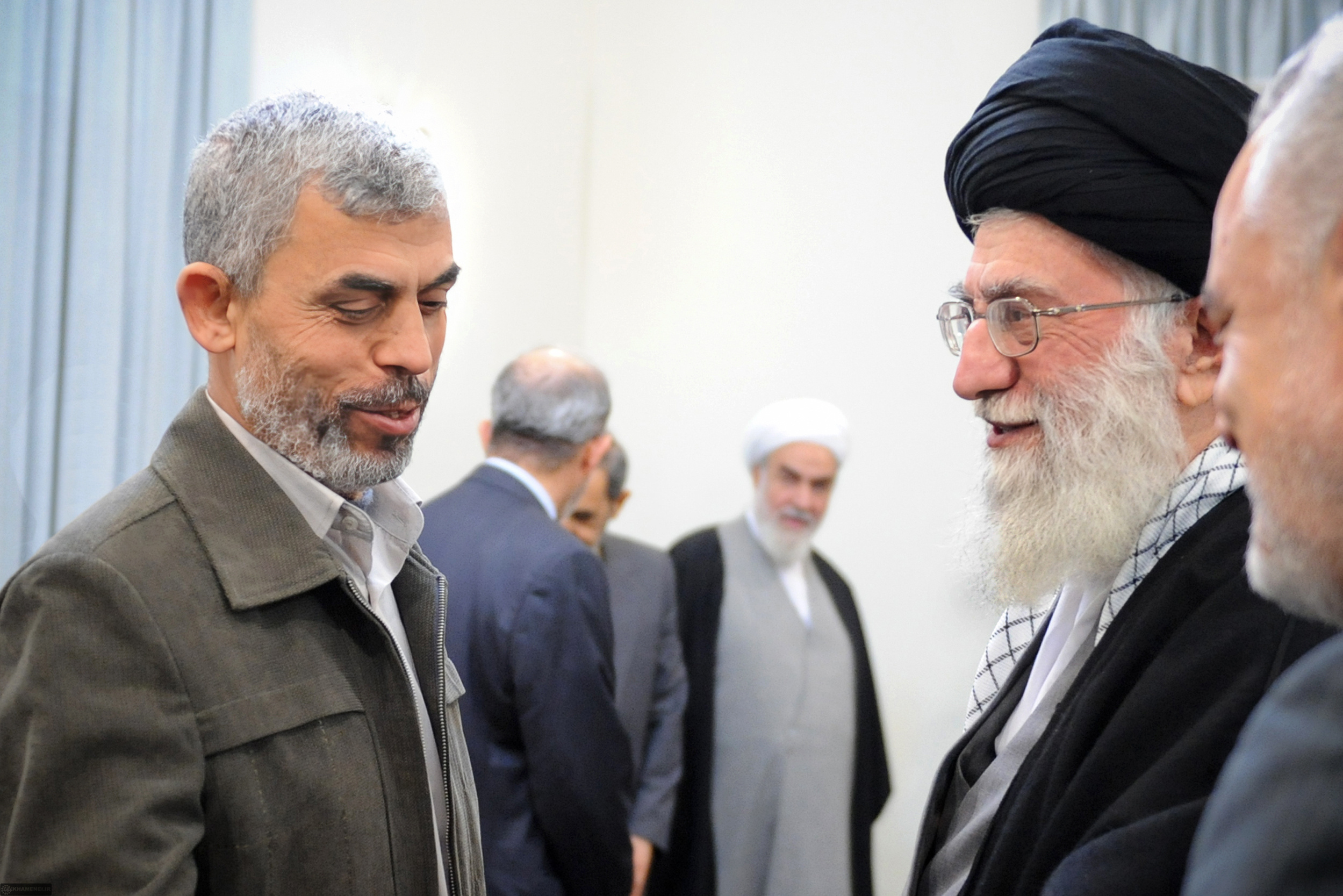
ملاقات سنوار و نیروهای حماس با رهبر جمهوری اسلامی ایران در فوریه ۲۰۱۲

سنوار در سال ۲۰۱۳ به عنوان عضو دفتر سیاسی حماس در نوار غزه انتخاب شد و چهار سال بعد به ریاست این دفتر رسید. به دلیل بی‌رحمی سنوار به او لقب «قصاب خان یونس» داده‌اند. گفته می‌شود او مسئول بازداشت محمود اِشتَیوی (Maḥmūd Shtaywī) (یکی از فرماندهان حماس متهم به اختلاس و همجنس‌گرایی) در سال ۲۰۱۵ بوده است. در سپتامبر ۲۰۱۵ ایالات متحده آمریکا نام او را در فهرست سیاه تروریست‌های بین‌المللی قرار داد.
سنوار در سال ۲۰۱۸ گفت که در اعتراض به انتقال سفارت آمریکا از تل‌آویو به بیت‌المقدس از نفوذ به خاک اسرائیل از طریق حصارهای مرزی با نوار غزه حمایت می‌کند. او همچنین مدعی شد که از یک سوء قصد از طرف افراد وابسته به گروه فتح در تشکیلات خودگردان فلسطین در کرانه باختری جان به در برده است. با وجود دیدگاه‌های افراطی اما از آتش‌بس‌های موقت با اسرائیل، تبادل زندانیان و آشتی با تشکیلات خودگردان فلسطینی حمایت کرده است.
در مه ۲۰۲۱، خانه و دفتر او در حملات هوایی اسرائیل به نوار غزه هدف قرار گرفتند. او در آوریل ۲۰۲۲ در نطقی تلویزیونی از مردم خواست که به هر طریق ممکن به اسرائیل حمله کنند.

### حمله ۷ اکتبر ۲۰۲۳
سنوار و محمد ضیف به عنوان طراحان اصلی حمله اکتبر ۲۰۲۳ حماس به اسرائیل، مرگبارترین حمله در تاریخ اسرائیل معرفی شده است. در این حمله حدود ۱۲۰۰ نفر در اسرائیل کشته و حدود ۲۴۰ نفر به عنوان گروگان گرفته شدند. پس از این حمله، سنوار تحت تحریم‌های تروریستی اتحادیه اروپا قرار گرفت و به هدف اصلی برای ترور توسط ارتش اسرائیل تبدیل شد.
نیروهای امنیتی اسراییل تصور می‌کردند که سنوار در یک سیستم پیچیده از تونل‌ها در زیر غزه پنهان شده بود و توسط گروگان‌هایی که به عنوان سپر انسانی عمل می‌کردند محافظت می‌شود. به گفته مقامات اسرائیلی، سنوار یک قلعه زیرزمینی در زادگاهش خان یونس ساخته و از آنجا به هماهنگی حملات ادامه می‌دهد.

### ریاست بر دفتر سیاسی حماس
پس از ترور اسماعیل هنیه در ۳۱ ژوئیه ۲۰۲۴، حماس یحیی سنوار را به عنوان رهبر جنبش و همچنین رئیس جدید دفتر سیاسی حماس معرفی کرد. به گزارش بی‌بی‌سی ، انتخاب یحیی سنوار به عنوان رهبر حماس «نشانی از پایان یک دوره و آغاز مرحله جدید» بود. به گفته مقامات حماس، وی به دلیل محبوبیت قابل توجهی که در جهان عرب و اسلام پس از حملات ۷ اکتبر کسب و ارتباط قوی با «محور مقاومت» برای این مقام انتخاب شد.

## خانواده
محمد، برادر کوچکتر سنوار، نقش فعالی در حماس داشت. او از چندین سوء قصد از سوی اسرائیل جان به در برد تا این که در سال ۲۰۱۴ حماس خبر مرگ او را اعلام کرد. بااینحال از آن زمان گزارش‌هایی مبنی بر زنده بودن او و فعالیت در شاخه نظامی حماس با پنهان شدن در تونل‌های غزه منتشر شده است حتی گفته می‌شود که او در حملات ۷ اکتبر هم دست داشته است.
امیر اویوی، ژنرال بازنشسته ارتش اسرائيل گفت: «در وضعیت کنونی سرعت‌ بازسازی حماس از سرعتی که ارتش اسرائيل آن‌ها را نابود می‌کند، بیشتر است. محمد سنوار همه‌چیز را مدیریت می‌کند.»

## کشته شدن
اسرائیل بارها وعدهٔ حذف سنوار را داد و او را مسئول ویرانی نوار غزه معرفی کرد. او در صدر فهرست افراد تحت تعقیب اسرائیل قرار داشت.
در ۱۷ اکتبر ۲۰۲۴، نیروهای دفاعی اسرائیل و شین بت اعلام کردند که در حال بررسی حضور سنوار در میان سه نفری هستند که در عملیات روز گذشته در غزه کشته شده‌اند، هرچند نه اسرائیل و نه حماس مرگ او را رسمی تأیید نکردند. سربازان ارتش اسرائیل که در حال بررسی حمله به اعضای حماس بودند در ساختمانی نیمه ویران واقع در خیابان ابن سینا در رفح در جنوب غزه جسدی را پیدا کردند که شباهت زیادی به سنوار داشت و نمونه دی‌ان‌ای از جسدش به اسرائیل فرستاده شد. جسد سنوار با لباس نظامی، چفیه و یک ای‌کی-۴۷ در دست پیدا شد. اقلامی که از شخص وی یافت شد شامل ۴۰٬۰۰۰ شکل پول نقد، یک فندک و یک کارت شناسایی مربوط به کارمند اونروا می‌شد.
ارتش اسرائیل از طریق تجزیه و تحلیل دی‌ان‌ای تأیید کرد که سنوار در غزه طی درگیری با ارتش اسرائیل کشته شده است. پیش از این سنوار در عمیق‌ترین بخش شبکه تونل زیرزمینی خان‌یونس در جنوب غزه، مخفی شده بود و گروگان‌ها به عنوان سپر انسانی استفاده می‌کرد.
پلیس اسرائیل در بیانیه‌ای اعلام کرد که جسد با سوابق دندانپزشکی و اثر انگشت سنوار مطابقت دارد. بنیامین نتانیاهو، نخست‌وزیر اسرائیل اعلام کرد که مرگ سنوار سرآغاز عصر جدیدی بدون حاکمیت حماس بر غزه است و از مردم غزه خواست تا از این فرصت برای رهایی از ظلم آن استفاده کنند و افزود که گروگان‌ها در صورت تسلیم شدن و آزادی آن‌ها در امان خواهند بود.
در ۱۸ اکتبر ۲۰۲۴، خلیل الحیه معاون رئیس دفتر سیاسی حماس در اظهاراتی گفت که سنوار توسط اسرائیل در نوار غزه کشته شده است.

### واکنش‌ها

#### کشورها
- ایران: مسعود پزشکیان پیام تسلیت صادر کرد. در این پیام آمده است: «جهاد در تقابل با تجاوز و هدیه بخشیدن آزادی و رهایی به صاحبان حقیقی سرزمین‌های اشغالی، حرکت عظیم و هدف والایی است که با ترور و حذف قهرمانان این عرصه متوقف نخواهد شد. همان‌گونه که شهید عزیز، اسماعیل هنیه گفت: «اذا غاب سید، قام سید» دشمن آگاه باشد که با شهادت سرداران، قهرمانان و فرماندهان، خللی در مقاومت امت اسلامی در برابر زور و اشغال ایجاد نخواهد شد».[۷۵]
- روسیه: به دنبال انتشار اخبارِ کشته شدن یحیی سنوار، دمیتری پسکوف سخنگوی کرملین بیان داشت که «فاجعه انسانی در غرب آسیا و تبعات آن برای مردم غیرنظامی در نوار غزه و لبنان باعث نگرانی فراوان مسکو شده‌اند».[۷۶][۷۷][نیازمند منبع]
- یمن: حوثی‌های یمن اعلان داشت: «به مناسبت اعطای مدال شهادت رهبر بزرگشان یحیی سنوار به جنبش حماس و ملت محترم فلسطین از صمیم قلب تسلیت می‌گویم.» الحوثی‌ها در ادامه بیانیه اشاره داشتنند که «غزه و آرمان فلسطین بدون توجه به بزرگی فداکاری‌ها، سرنوشت آنها را به پیروزی رسانده است».[۷۸]
- ترکیه: هاکان فیدان، وزیر امور خارجه ترکیه با اعضای دفتر سیاسی حماس گفتگو کرد و کشته شدن سنوار را تسلیت گفت. وی همچنین بیان داشت که «ترکیه تمام تلاش‌های دیپلماتیک را برای جمع‌آوری جامعه بین‌المللی در واکنش به فاجعه انسانی در غزه به کار خواهد گرفت.»[۷۹]
- ایالات متحده آمریکا: بایدن، ارتش اسرائیل را به خاطر تعقیب رهبران حماس ستایش کرد و این عملیات را با حمله سال ۲۰۱۱ که اسامه بن لادن را کشت، مقایسه کرد. وی با تأکید بر اینکه اسرائیل حق دارد حماس را از بین ببرد، تأکید کرد که این گروه دیگر نمی‌تواند حملاتی مانند حمله ۷ اکتبر انجام دهد. بایدن اظهار داشت که مرگ سنوار «یک مانع غیرقابل عبور» را از بین برد و امیدی را برای آینده‌ای بدون حماس در غزه ایجاد کرد و درها را برای حل و فصل سیاسی که به نفع اسرائیلی‌ها و فلسطینی‌ها باشد، باز کرد.[۸۰][۸۱]
- چین: سخنگوی وزارت امور خارجه چین: «چین این خبر را (کشته شدن سنوار را) پیگیری می‌نماید و و ما بر این باوریم که در حال حاضر، اولویت، اجرای کامل و مؤثر قطعنامه‌های شورای امنیت، برقرار نمودن هر چه سریع تر آتش‌بس، محافظت نمودن از غیرنظامیان، تضمین مساعدتهای بشردوستانه و ممانع از تشدید درگیری می‌باشد».[۸۲][نیازمند منبع]

## آثار مکتوب
- خار و میخک (۲۰۰۴)